# Lutsk
Lutsk (ukrainsk: Луцьк, tr. Lutsk; polsk: Łuck; russisk: Луцк, tr. Lutsk) er en by i den historiske region Volhynien i den nordvestlige del af Ukraine. Byen er administrativt center i Volyn oblast og har 215.986 (2022) indbyggere.

## Historie
I 1432 gav kong Vladislav 2. Jagello af Polen byrettigheder. Łuck (nu Lutsk) var tidligere en kongelige by af den polske krone. Fra det 16. århundrede var Łuck hovedstad i voivodskabet wołyńskie (dansk: Volhynien) i Kongeriget Polen. Byen blev beslaglagt af Rusland i Polens 3. deling i 1795. Efter at Polen genvandt uafhængighed i 1918 og vandt i den polsk-sovjetiske krig i 1919-1921, vendte Łuck tilbage til Polen. I mellemkrigstiden var Łuck igen hovedstaden i voivodskabet wołyńskie. Under 2. verdenskrig blev Łuck besat af Sovjetunionen og Nazi-Tyskland. Efter krigen blev byen taget væk fra Polen og indarbejdet i Sovjetunionen.

## Galleri
- Panorama over den gamle bydel
- Slot
- Katolsk katedral
- Hovedbanegård